# Ремист
Ремист (на латински: Remistus) е генерал на Западната римска империя, командир на войската при император Авит през 5 век. По произход е вестгот.
През 456 г. той става magister militum при император Авит и получава високия ранг patricius. Той e първият варвар, станал такъв след смъртта на Аеций през 454 г.
Ремист има контрол над Италия и се бие с войските на Сената с командир Рицимер, който побеждава Авит при Плаценция, a него залавя в двореца Classis в Равена, където е убит на 17 септември 456 г.